# Grand cimetière de Riga
Le grand cimetière de Riga (en letton: Lielie kapi, en allemand : Großer Friedhof) est un cimetière fondé en 1773 pour les germano-baltes de Riga, alors en Livonie, aujourd'hui en Lettonie. Ses vingt-deux hectares appartiennent aujourd'hui à l'Église évangélique-luthérienne de Lettonie.
La plupart des germano-baltes de Riga y sont enterrés entre 1773 et 1944, mais la population d'origine allemande étant massivement transférée en 1939 hors de Lettonie, les inhumations diminuent d'autant. Le cimetière est presque laissé à l'abandon à l'époque de la république socialiste soviétique de Lettonie. Il ferme en 1957 et la majorité des tombes sont détruites pour faire un grand parc de promenade en 1969.
La section orthodoxe du cimetière est la seule à être entretenue. la municipalité de Riga est en pourparlers avec l'Église luthérienne pour prendre la propriété du cimetière et en assurer l'entretien, car de nombreuses chapelles funéraires familiales encore debout ponctuent le parc. Une petite église luthérienne néogothique se cache sous les arbres. Une section de soldats de la Wehrmacht se trouve dans une pelouse à l'écart.

## Personnalités
- George Armitstead (1847-1912), maire de Riga entre 1901 et 1912
- Krišjānis Barons (1835–1923) écrivain et folkloriste letton, surnommé le "Père des dainas"
- Johann Christoph Brotze (1742-1823)
- Albert de Buxhoeveden dont les restes y ont été transférés en 1773
- Johann Daniel Felsko (1813-1902), architecte de Riga
- Christoph Haberland
- Otto von Huhn (1764-1832), médecin et historien germano-balte
- Ernst Friedrich Nauck (1810-1875) recteur de l'école polytechnique de Riga
- Wilhelm Ostwald (1853-1932)
- Andrejs Pumpurs (1841-1902), poète, auteur d'épopée Lāčplēsis
- Krišjānis Valdemārs (1825-1891), homme de lettres folkloriste, membre des Jeunes Lettons

## Galerie

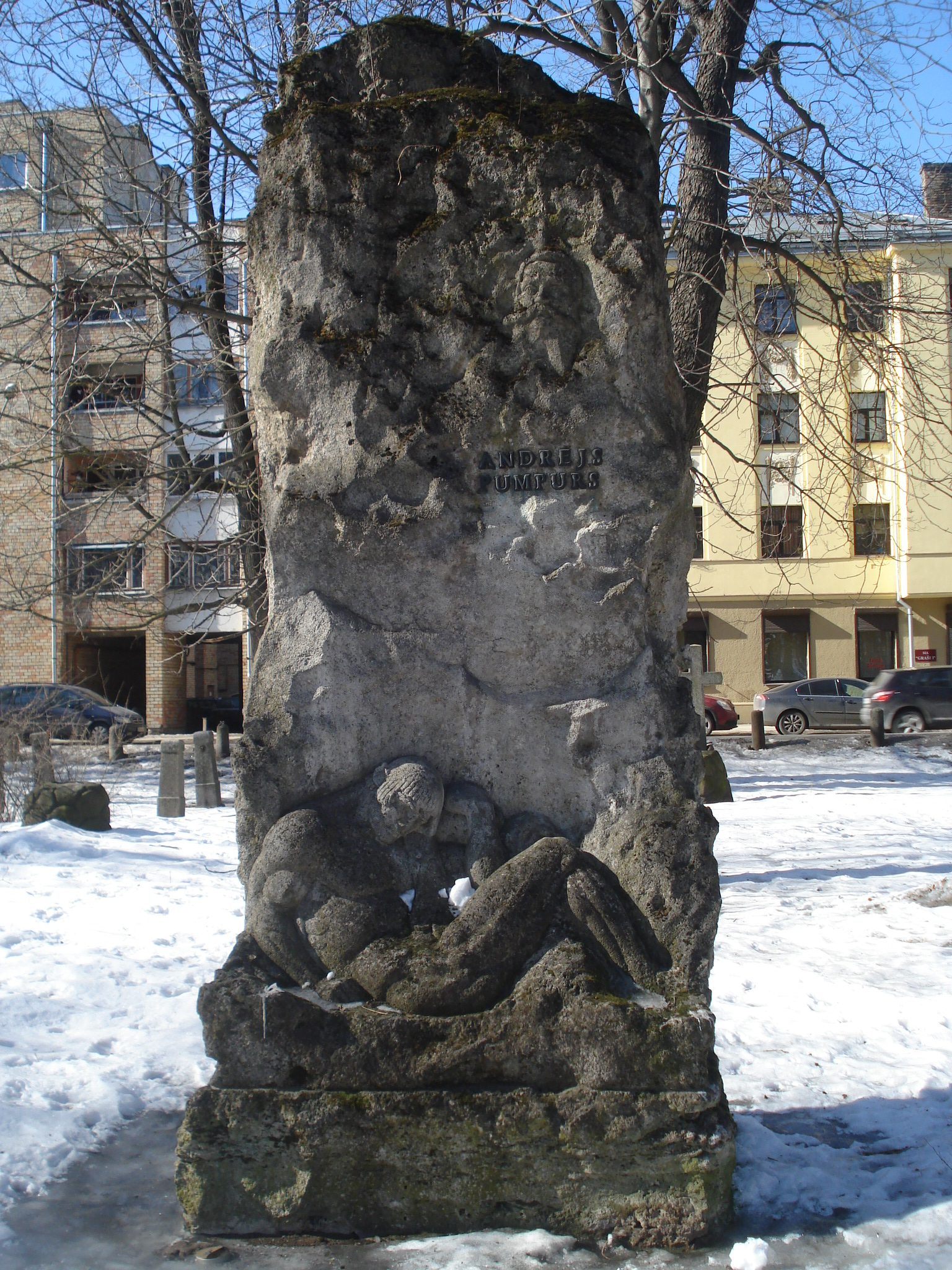
monument d'Andrejs Pumpurs
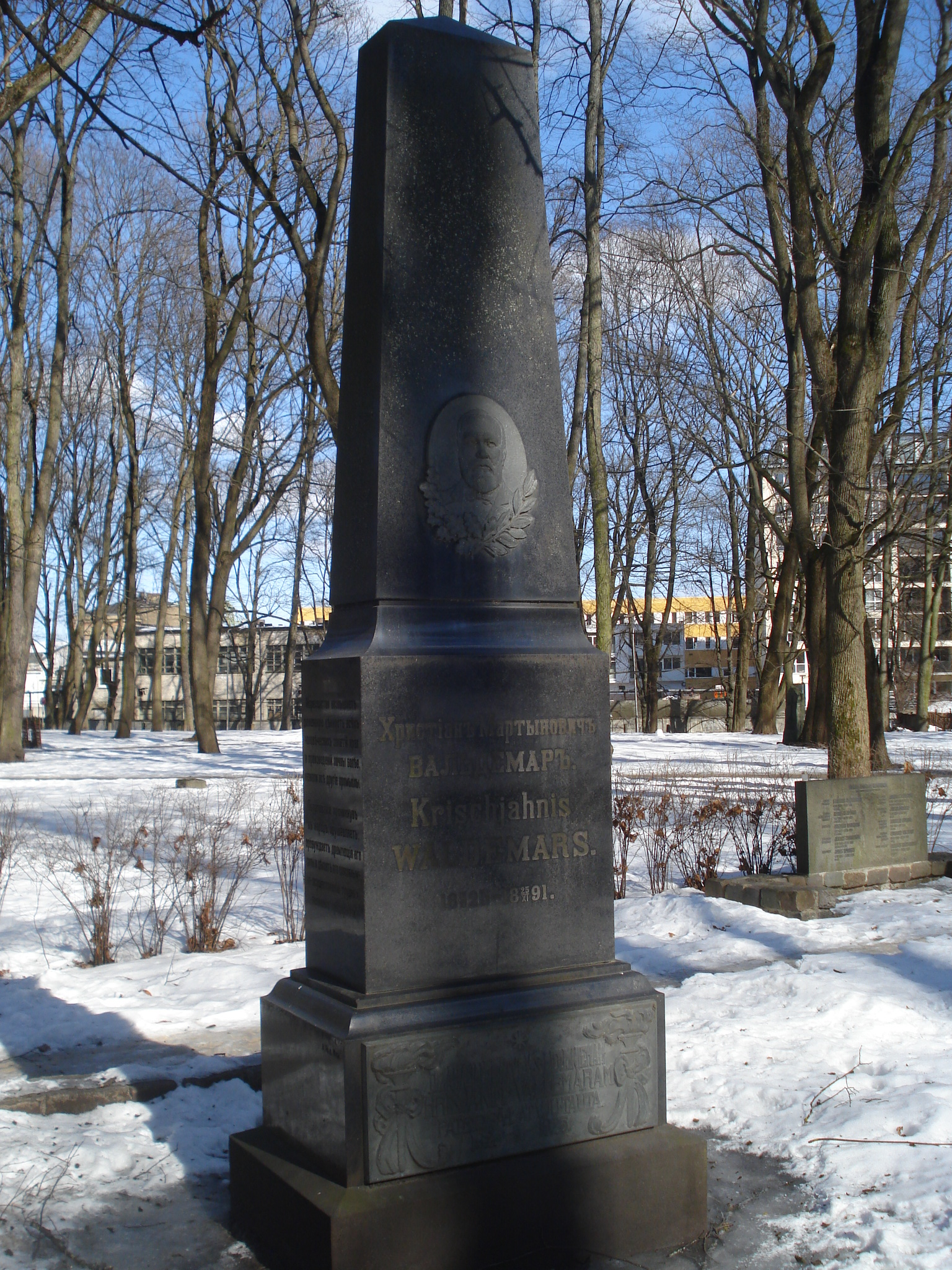
monument de Krišjānis Valdemārs
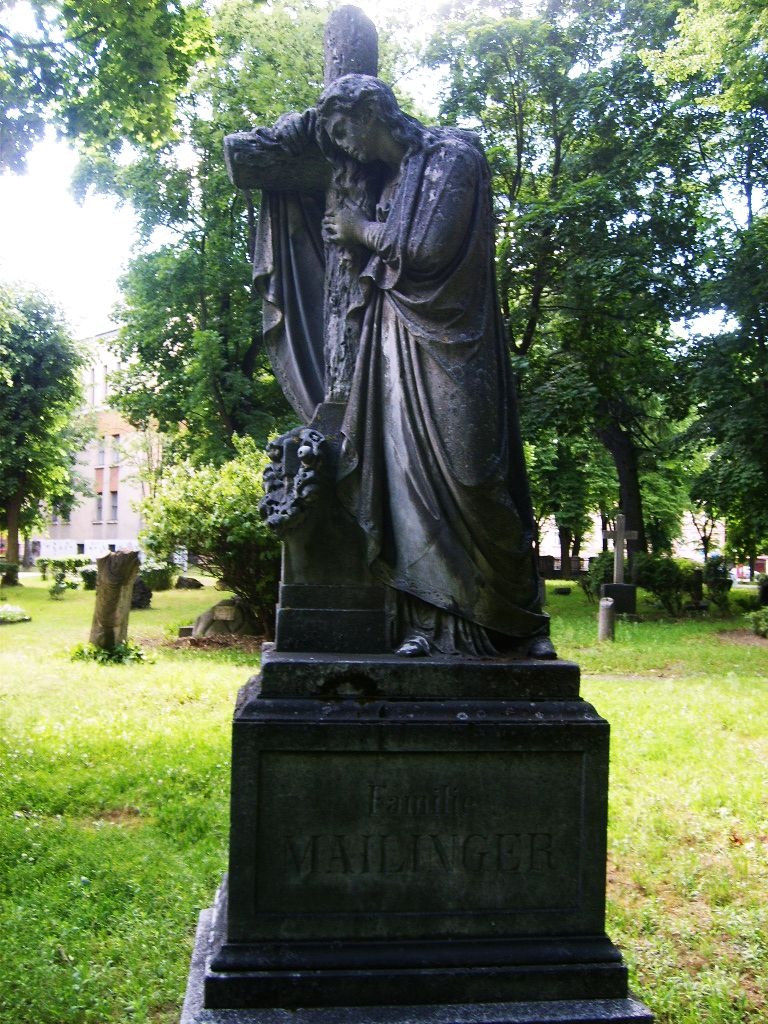
Caveau des Mailinger
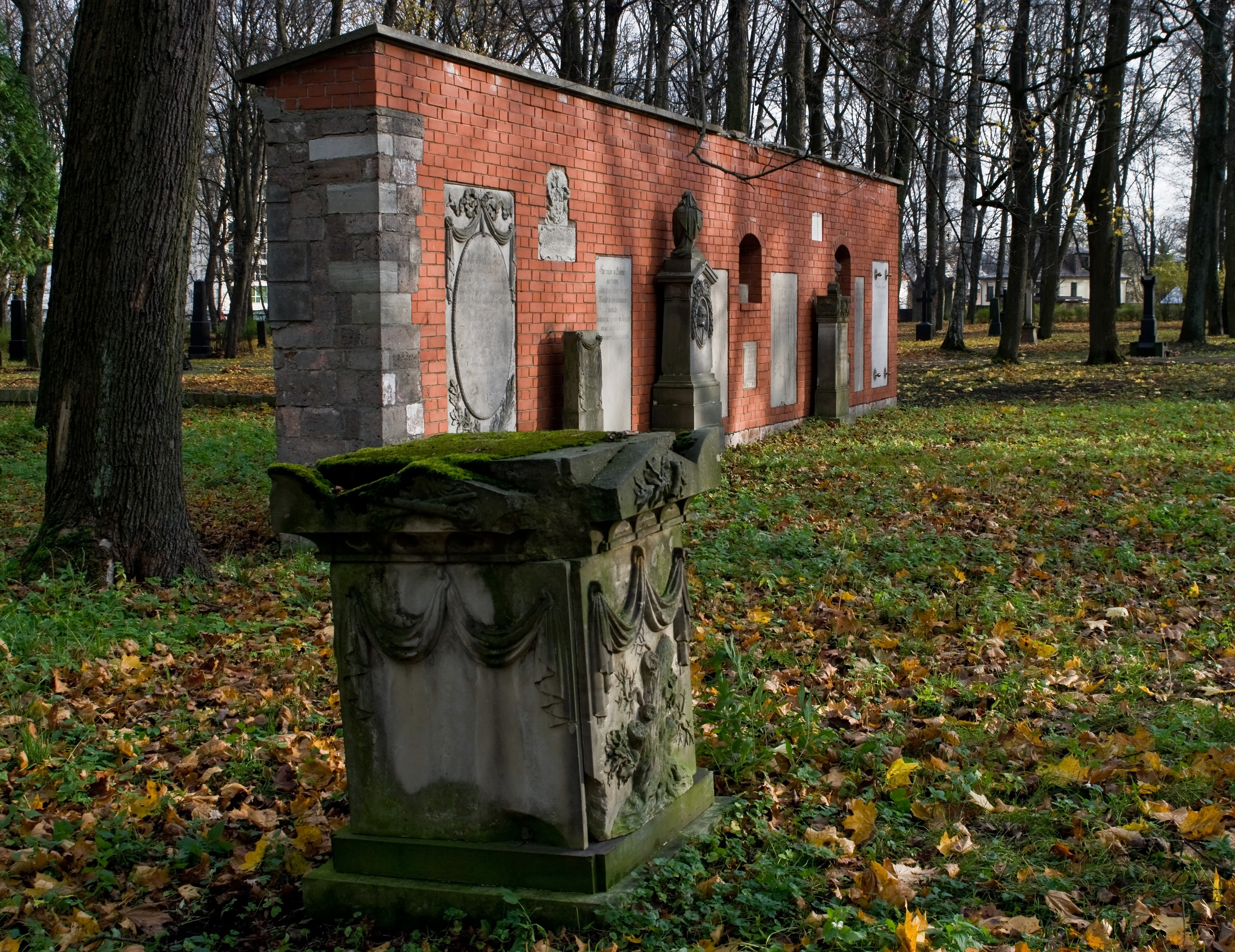
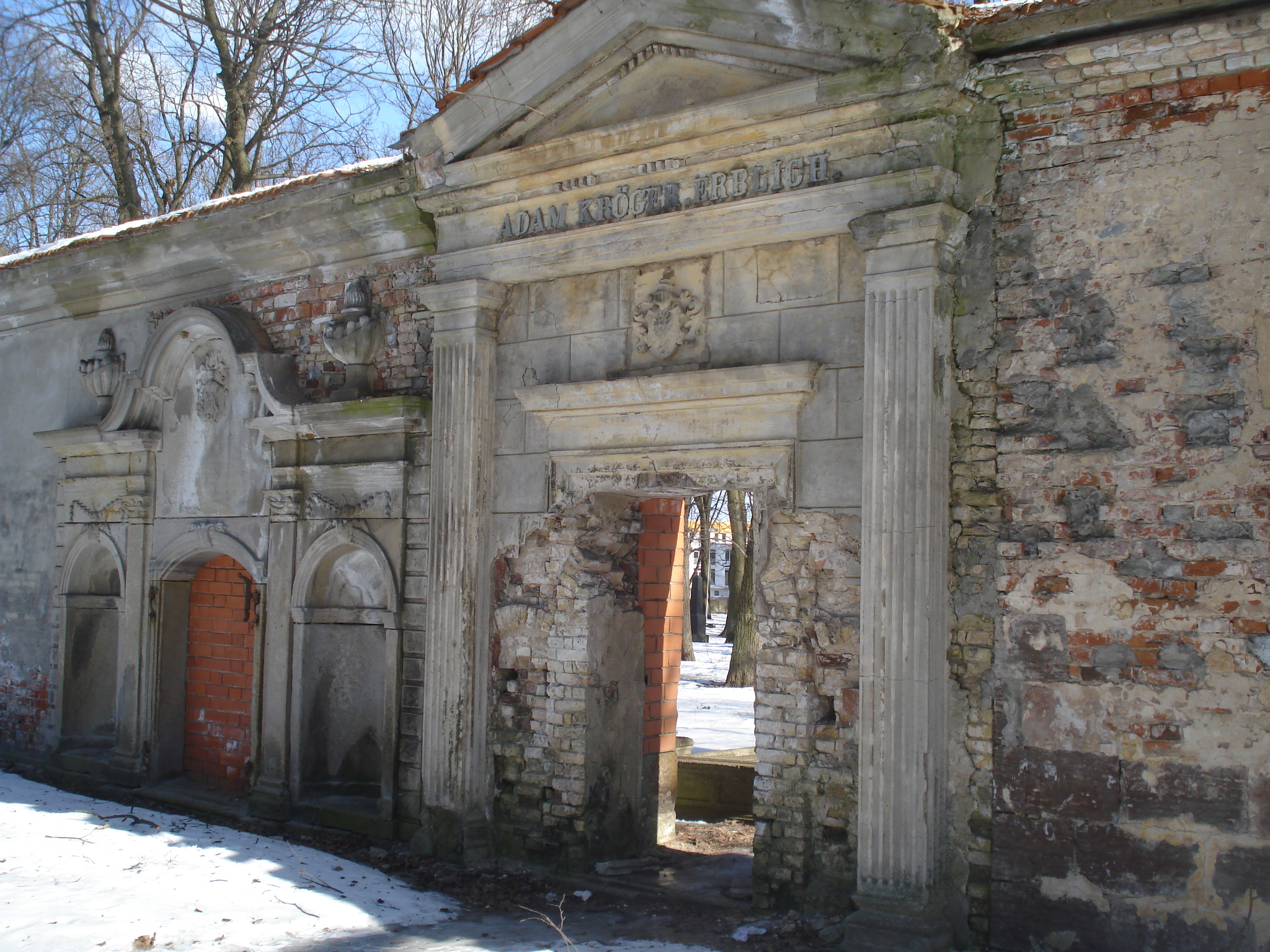
Monument d'Adam Kröger